# Wybory parlamentarne na Litwie w 1985 roku
Wybory parlamentarne na Litwie w 1985 roku odbyły się 24 lutego. W ich wyniku została wyłoniona Rada Najwyższa Litewskiej SRR XI kadencji.

## Historia
W wyniku przekształcenia się Sejmu Ludowego Litwy, który formalnie zdecydował w 1940 roku o aneksji kraju do ZSRR, w Radę Najwyższą Litewskiej SRR I kadencji, system parlamentarny Litwy upodobnił się do pozostałych republik sowieckich. Co cztery lata, a następnie co 5 lat, wybierano skład Rady Najwyższej, która wzorem innych republik pozostawała organem jednoizbowym. 
24 lutego 1985 odbyły się wybory do Rady Najwyższej Litewskiej SRR XI kadencji. W ich wyniku mandaty uzyskało 350 deputowanych ludowych wybranych w 350 okręgach jednomandatowych bezwzględną większością głosów (na jedno miejsce mandatowe przypadał jeden kandydat). Według oficjalnych danych w dniu 24 lutego miało głosować 99,9% z 2 405 400 wyborców, z czego 99,99% wyraziło swe poparcie dla tzw. Bloku Komunistów i Bezpartyjnych. Wśród deputowanych 67,1% stanowili członkowie Komunistycznej Partii Litwy, 15,1% – członkowie Komsomołu, zaś 17,8% osoby bezpartyjne. Pod względem narodowościowym skład Rady w zasadzie odzwierciedlał proporcje między grupami etnicznymi na Litwie: 78,6% deputowanych określiło się jako Litwini, 11,1% – Rosjanie, 6% – Polacy, pozostali zaś byli Ukraińcami, Białorusinami lub Żydami. 186 deputowanych legitymowało się wykształceniem wyższym, zaś 153 – średnim. W wyniku zastosowania charakterystycznego dla ZSRR systemu kwotowego 35,7% składu Izby stanowiły kobiety. 